# Polymnestor

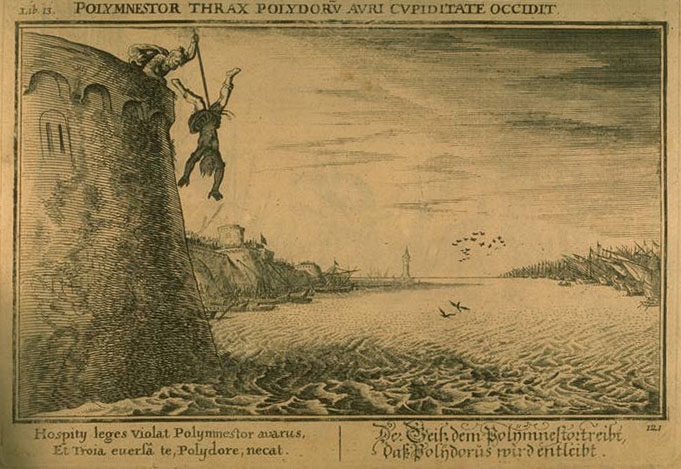
Polymnestor tue Polydore, gravure de Bauer pour le livre XIII des Métamorphoses d'Ovide.

Polymnestor ou Polymestor (en grec Πολυμήστωρ) était roi de Thrace durant la guerre de Troie. Ovide lui donne le titre de roi des Odryses. Il s’était vu remettre la tâche de garder le fils de Priam, Polydore, ainsi qu'un grand nombre de trésors, mais il fit mettre à mort l'enfant pour garder les trésors et jeta sa dépouille sur le rivage. Quand Hécube, mère de l'enfant, vit la dépouille, elle l'invita à Troie sous prétexte de lui révéler la cachette d'un trésor, puis le mit à mort, lui et ses deux fils, pour venger la mort de son fils. Dans sa rage féroce, Hécube arracha les yeux du traître pour assouvir sa vengeance.
C'est tout le sujet de l’Hécube d'Euripide.
Il est le père de Déipyle (it) avec Iliona.
Le papillon Papilio polymnestor porte son nom.

## Sources
- Euripide, Hécube, vers 1 à 34 ; passim.
- Hygin, Fables [détail des éditions] [(la) lire en ligne] (CIX).
- Ovide, Métamorphoses [détail des éditions] [lire en ligne] (XIII, 430 ; 534-75).